# Nordstaterna
|  | Delstater som förbjöd slaveri – Nordstaterna. |

|  | Nordstatsterritorier (ännu inte delstater) som förbjöd slaveri. |

|  | Gränsstater som tillät slaveri men inte lämnade unionen. |

|  | Nordstatsterritorier som tillät slaveri. |

|  | Kansas, som just före kriget anslöt sig till unionen med förbud mot slaveri efter interna strider (Bleeding Kansas). |

|  | Sydstaterna, som alla tillät slaveri. |

Politisk indelning under amerikanska inbördeskriget.

Under amerikanska inbördeskriget användes begreppet Nordstaterna eller Unionen för de 23 amerikanska delstater som inte ingick i sydstaterna, även kallade konfederationen. "Unionen" avsåg egentligen USA som stat, inte just de delstater som blev kvar i USA sedan sydstaterna hade lämnat unionen.
Nordstaterna var alltså de delstater som stannade i USA, medan sydstaterna var de som 1860-1861 bröt sig ut och bildade Amerikas konfedererade stater (CSA). Kriget mellan USA och CSA bröt ut 1861 och slutade 1865 med en total seger för nordsidan, varefter sydstaterna åter införlivades i unionen och från och med 1868 återigen fick fulla rättigheter som delstater i USA.

## Nordstaterna
- Connecticut
- Delaware
- Illinois
- Indiana
- Iowa
- Kalifornien
- Kansas
- Kentucky
- Maine
- Maryland
- Massachusetts
- Michigan
- Minnesota
- Missouri
- Nevada
- New Hampshire
- New Jersey
- New York
- Ohio
- Oregon
- Pennsylvania
- Rhode Island
- Vermont
- West Virginia (bröt sig ur sydstaten Virginia under kriget och blev delstat 1863)
- Wisconsin